# Histoire d'un amour (album)
Pour les articles homonymes, voir Histoire d'un amour.
Albums de Dany Brillant
Casino
(2005) Puerto Rico
(2009)
Histoire d'un amour est le septième album de Dany Brillant, paru en 2007 chez Columbia Records.
Pour cet album, Dany Brillant reprend l'essentiel de l'équipe de son précédent album Jazz... à La Nouvelle Orléans. L'album s'est vendu à 267 100 exemplaires en France. Il s'agit d'un album de reprise de grands classiques du jazz et d'un album concept sur la danse,. Il a été récompensé par un disque de platine,.

## Titres
| 1.    | Viens danser (Swing Be Bop)              | Louis Amade - Pierre Delanoë                                | Gilbert Bécaud                  | 2:19 |
| 2.    | Histoire d'un amour (Tango Bolero)       | Carlos Eleta Almarán (adapt. Francis Blanche)               | Carlos Eleta Almarán            | 2:28 |
| 3.    | Mambo Italiano (Mambo)                   | Bob Merrill                                                 | Bob Merrill                     | 2:23 |
| 4.    | Strangers in the Night (Jerk)            | Charles Singleton - Eddy Snyder                             | Bert Kaempfert                  | 3:33 |
| 5.    | Volare (Lindy hop)                       | Franco Migliacci - Domenico Modugno                         | Domenico Modugno                | 2:42 |
| 6.    | Ah ! Mourir pour toi (Bossa nova)        | Charles Aznavour                                            | Charles Aznavour                | 3:25 |
| 7.    | You Don't Have to Say You Love Me (Slow) | Vito Pallavicini (adapt. Vicki Wickham - Simon Napier-Bell) | Pino Donaggio                   | 2:09 |
| 8.    | Hava Nagila (Quick step)                 | Folklore (adapt. Charles Aznavour)                          | Folklore (adapt. Dany Brillant) | 2:32 |
| 9.    | Bésame mucho (Fox trot)                  | Consuelo Velázquez                                          | Consuelo Velázquez              | 2:55 |
| 10.   | La Belle Vie (Slow fox)                  | Jean Broussolle                                             | Sacha Distel                    | 3:11 |
| 11.   | Buona Sera (Boogie woogie)               | Louis Prima (adapt. Carl Sigman)                            | Peter DeRose                    | 2:33 |
| 12.   | Les Moulins de mon cœur (Rumba)          | Alan Bergman - Marilyn Bergman (adapt. Eddy Marnay)         | Michel Legrand                  | 3:34 |
| 33:43 |                                          |                                                             |                                 |      |

## Classement et certifications
| Pays                         | Meilleure position | Certification |
| ---------------------------- | ------------------ | ------------- |
| France (SNEP)                | 3                  | Platine       |
| Belgique (Wallonie Ultratop) | 6                  |               |